# Peckham
Pour les articles homonymes, voir Peckham (homonymie).
Situé dans le District londonien de Southwark, Peckham se trouve à 5,7 km au sud-est de Charing Cross, environ à 1,6 km à l'est de Camberwell et à un mille (1,6 km) également à l'ouest de New Cross.
Bien qu'il n'ait jamais été un district administratif, ni une paroisse autonome, Peckham a développé au XIXe siècle un sens très fort de son identité à l'époque où Rye Lane était une des rues commerçantes les plus importantes du sud de Londres. On a choisi ce cadre pour la comédie populaire Only Fools and Horses pendant toutes les années 1980 et au début des années 1990 et Peckham ne s'est pas encore débarrassé de sa réputation de zone délabrée et dangereuse qui lui a été donnée par la série télévisée, même si cette dernière n'a jamais été filmée à Peckham, mais dans d'autres endroits parmi lesquels Acton, Brighton, Salisbury, Ipswich, Hull et Bristol. La plus grande partie de la couverture médiatique de Peckham est en relation avec son taux élevé de criminalité – des cas fameux et récents sont par exemple le meurtre de Damilola Taylor en novembre 2000 et le mitraillage de huit ou neuf personnes (les reportages de l'époque ne s'accordent pas) qui étaient en train de faire la queue pendant l'été 2000 devant le night-club Chicago's.
Peckham est un lieu où règne la plus grande diversité. Les meurtres en relation avec les gangs, les agressions et le vol avec violence font partie de la représentation qu'on s'en fait tandis qu'une autre représentation met l'accent sur la proportion élevée d'artistes et de professionnels. Le quartier de Bellenden au sud-ouest compte des cafés, des bars wings and yams, des magasins spécialisés et des studios artistiques. La diversité culturelle est manifeste : les Londoniens de vieille souche se mélangent avec des individus qui ont des origines au Bangladesh, dans les Caraïbes, en Chine, en Inde, en Irlande, au Nigeria, au Pakistan, en Turquie et au Viêt Nam.

## Personnalités
- Rio Ferdinand (1978-), footballeur anglais, est né à Peckham.
- Giggs (rapper) (en)Giggs, rappeur[réf. nécessaire].
- Godfrey Way Mitchell (1891-1982), ingénieur et entrepreneur, est né à Peckham.
- Alan Lancaster (1949-2021), bassiste et cofondateur du groupe de rock Status Quo, est né à Peckham.
- SL (en), rappeur.
- Josephine Veasey (1930-2022), artiste lyrique britannique.
- Pinty, rappeur[1].
- Ashley Walters (1982-), acteur et rappeur anglais, est né à Peckham
- L.A Salami, musicien et chanteur de folk-rock anglais y est né